# Vicki Nelson-Dunbar
Vicki Nelson-Dunbar (* 25. September 1962 als Vicki Nelson) ist eine ehemalige US-amerikanische Tennisspielerin.

## Karriere
Auf der WTA Tour gewann sie einen Einzeltitel bei den Brazilian Open 1986 in São Paulo. Das Endspiel gewann sie gegen Jenny Klitch mit 6:2, 7:6.
In Erinnerung ist Nelson-Dunbar auch für ihre Erstrundenbegegnung gegen Jean Hepner beim WTA-Turnier in Richmond 1984. Diese Begegnung ging als längstes Match in die Damen-Tennisgeschichte ein, es dauerte 6 Stunden und 31 Minuten. Allein für den Tie-Break benötigten sie 1 Stunde und 47 Minuten. Zusätzlich hatte es auch den längsten Ballwechsel; dieser dauerte 29 Minuten, der Ball flog 643 Mal über das Netz. Sie gewann dieses Match mit 6:4 und 7:611.
1985 heiratete sie Keith Dunbar.

## Turniersiege

### Einzel
| Nr. | Datum             | Turnier   | Kategorie | Belag | Finalgegnerin | Ergebnis |
| --- | ----------------- | --------- | --------- | ----- | ------------- | -------- |
| 1.  | 15. Dezember 1986 | São Paulo | WTA       | Sand  | Jenny Klitch  | 6:2, 7:6 |

## Abschneiden bei Grand-Slam Turnieren

### Einzel
| Turnier         | 1981 | 1982 | 1983 | 1984 | 1985 | 1986 | 1987 | 1988 | Bilanz | Karriere |
| --------------- | ---- | ---- | ---- | ---- | ---- | ---- | ---- | ---- | ------ | -------- |
| Australian Open | —    | 1    | —    | 1    | —    | —    | 2    | 1    | 0:4    | 2        |
| French Open     | —    | —    | 1    | 2    | 2    | 2    | 1    | —    | 3:5    | 2        |
| Wimbledon       | —    | 1    | 1    | 1    | 1    | 1    | 1    | —    | 0:6    | 1        |
| US Open         | 2    | AF   | 1    | 2    | 1    | 1    | 1    | —    | 4:7    | AF       |

### Doppel
| Turnier         | 1981 | 1982 | 1983 | 1984 | 1985 | 1986 | 1987 | 1988 | Bilanz | Karriere |
| --------------- | ---- | ---- | ---- | ---- | ---- | ---- | ---- | ---- | ------ | -------- |
| Australian Open | —    | —    | —    | AF   | —    | —    | —    | 1    | 1:2    | AF       |
| French Open     | —    | —    | 1    | 1    | 1    | 1    | 1    | —    | 0:5    | 1        |
| Wimbledon       | —    | 1    | 1    | —    | 1    | 1    | —    | —    | 0:4    | 1        |
| US Open         | AF   | 2    | 1    | 1    | 1    | 1    | —    | —    | 3:6    | AF       |